# Казе Колдебела Форлин (Тревизо)
Казе Колдебела Форлин је насеље у Италији у округу Тревизо, региону Венето.
Према процени из 2011. у насељу је живело 46 становника. Насеље се налази на надморској висини од 8 м.